# Krešimir Kordić
Krešimir Kordić (Mostar, 3 settembre 1981) è un ex calciatore bosniaco, di ruolo attaccante.

## Palmarès

### Competizioni nazionali
- Campionato bosniaco: 3

Zrinjski Mostar: 2004-2005, 2008-2009, 2015-2016
- Campionato slovacco: 1

Slovan Bratislava: 2010-2011
- Coppa di Slovacchia: 1

Slovan Bratislava: 2010-2011
- Coppa della Bosnia ed Erzegovina: 1

Široki Brijeg: 2012-2013